# București Progresul
București Progresul (rum. Gara București Progresul) – stacja kolejowa w Bukareszcie, w Rumunii. Dworzec był zamknięty dla ruchu pasażerskiego od 2006 roku po tym, jak most kolejowy nad rzeką Ardżesz w Grădiștea zawalił się 13 sierpnia 2005 z powodu powodzi. Ruch kolejowy do Giurgiu przebiegał przez Videle, a sama trasa była dłuższa o 58 km. Ruch pasażerski na stacji został ponownie uruchomiony 1 czerwca 2024 wraz z otwarciem nowego mostu w miejsce zniszczonego.

## Linie kolejowe
- Linia Bukareszt – Giurgiu